# CRi
CRi — сценічне псевдо, котре використовує Крістоф Дуби (фр. Christophe Dubé) — Канадський електронний музикант з Квебеку.
Родом з Квебек-Сіті, Крістоф починав як бітбоксер у місцевому хіп-хоп гурті Feuilles et Racines, а згодом видав свій дебютний EP як автора електронної музики у 2013 році. Крістоф випустив ряд власних треків та реміксів на твори інших виконавців, згодом він видав EP Tell Her у 2016, Someone Else у 2017, та Initial in 2019.
У 2019 CRi та Шарлотта Карден співпрацювали над кавером треку Даніеля Билонжи «Fous n'importe où». Його перший повний альбом Juvenile вийшов у 2020 та включав Bélanger в якості гостьового вокалу до треку «Signal».
Трек Someone Else номіновано Juno Award у категорії Electronic Album of the Year у Juno Awards of 2018,, а трек Juvenile номіновано Juno у тій же категорії в Juno Awards of 2021.

## Нотатки
1. ↑  «Introspective Montreal Producer CRi Comes Into His Own with New Video 'Don't'»[недоступне посилання]. Noisey, May 26, 2016.
2. ↑  «De DJ de sous-sol à artiste sélectionné aux Juno» [Архівовано 18 квітня 2019 у Wayback Machine.]. Le Journal de Montréal, January 23, 2019.
3. ↑  «CRi: Tell Her» [Архівовано 12 травня 2021 у Wayback Machine.]. Exclaim!, June 15, 2016.
4. ↑  «CRi: Someone Else» [Архівовано 5 грудня 2020 у Wayback Machine.]. Exclaim!, у березні 2017.
5. ↑  «CRi propose un nouvel EP: le captivant Initial». Voir, March 15, 2019.
6. ↑  «Charlotte Cardin et CRi reprennent Daniel Bélanger» [Архівовано 17 квітня 2021 у Wayback Machine.]. Voir, January 16, 2019.
7. ↑  «CRi lance Juvenile, un premier album 100 % québécois» [Архівовано 2 листопада 2020 у Wayback Machine.]. Ici Radio-Canada, October 17, 2020.
8. ↑  «Juno Awards Reveal 2018 Nominees» [Архівовано 24 березня 2021 у Wayback Machine.]. Exclaim!, February 6, 2018.
9. ↑  Holly Gordon, «The Weeknd, JP Saxe, Jessie Reyez and Justin Bieber lead 2021 Juno Award nominations» [Архівовано 25 березня 2021 у Wayback Machine.]. CBC Music, March 9, 2021.